# 渣打銀行 (南韓)
渣打銀行（南韓）（韩语：／ Jeileunaeng，英文：Standard Chartered Bank Korea Limited）是渣打集團在南韓的全資子公司，總部位於首爾。該行原名為「第一銀行」（Korea First Bank），於2005年被渣打集團收購後，逐步更名為「SC第一銀行」，並於2012年正式更名為「渣打銀行韓國有限公司」。

## 歷史
渣打銀行（南韓）的前身為1929年成立的「朝鮮儲蓄銀行」，1958年更名為「第一銀行」（：／）。在1997年亞洲金融危機期間，該行因資產質量惡化而陷入困境，最終於1999年被美國私募基金Newbridge Capital收購。2005年，渣打集團以33億美元收購第一銀行，成為其在亞洲最大的併購案之一。

## 業務與產品
渣打銀行（南韓）提供多元化的金融服務，包括個人銀行、企業銀行、投資銀行、資產管理等。該行在全國擁有超過300家分行，並積極推動數位化轉型，推出了多項線上銀行服務，以提升客戶體驗。

## 爭議事件

### 高額股息引發工會不滿（2017年）
2017年，渣打銀行（南韓）將總計3.6兆韓元的股息匯回英國總部，引發工會強烈抗議，認為此舉忽視了員工利益。

### 銷售高風險金融產品導致損失（2024年）
2024年，該行因銷售與中國股指掛鉤的複雜金融產品，導致約9億美元的損失，數千名投資者要求賠償。

## 圖像

渣打集團標誌
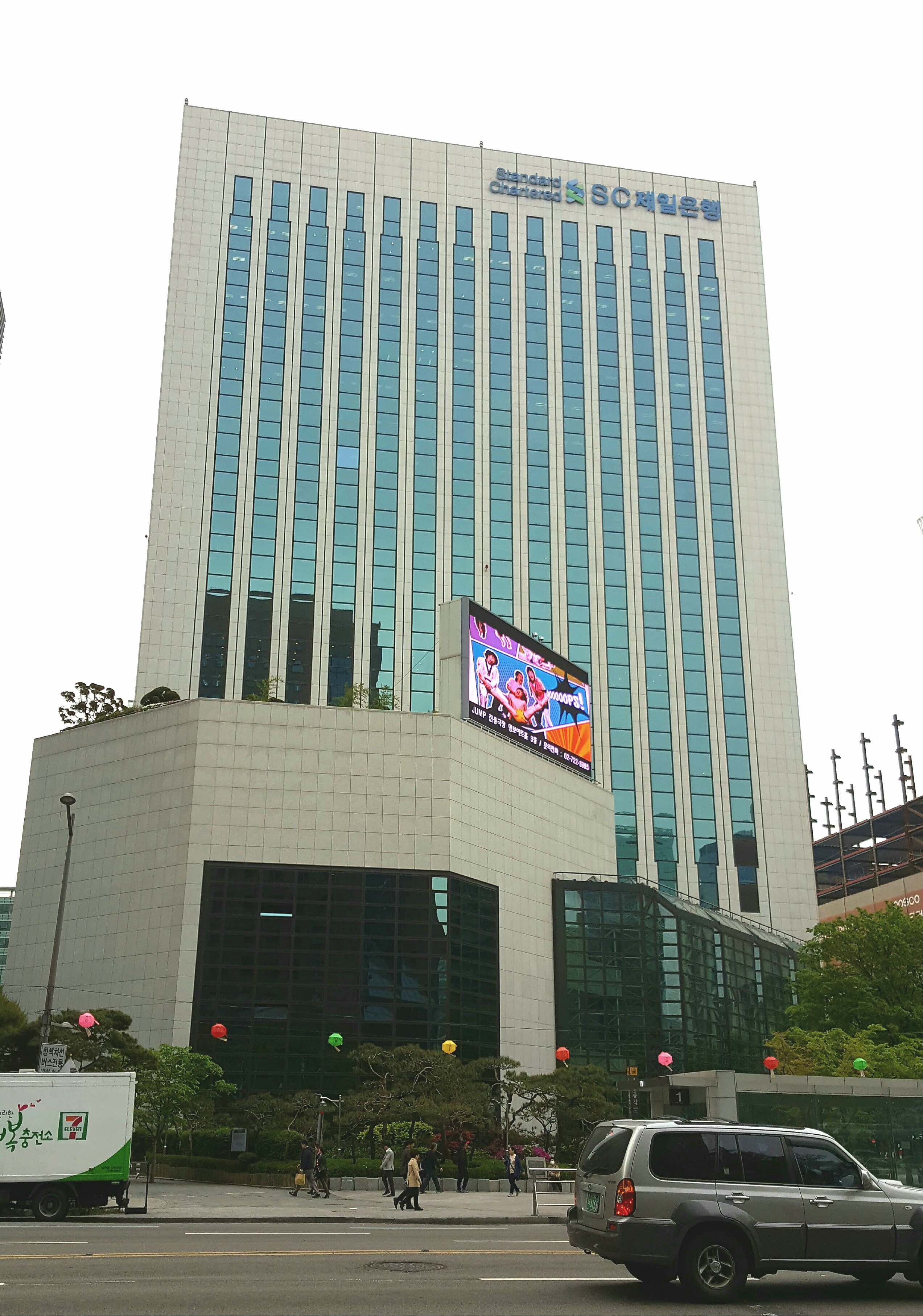
位於首爾鐘路區的渣打南韓總部大樓

## 外部連結
- 渣打銀行（南韓）官方網站 （页面存档备份，存于）